# Olle Liss
Olle Liss, född 24 oktober 1992 i Dala-Floda, Gagnefs kommun, är en svensk professionell ishockeyspelare som spelar för Djurgårdens IF i HA. Hans moderklubb är Björbo IF.
Olle gjorde 10 poäng (6 mål + 4 assist) under sina 5 första SHL-matcher för Rögle BK.
Olle gjorde hattrick i sin andra landskamp och har gjort 6 poäng på 6 landskamper.